# آمبیکا (بازیگر)
آمبیکا (به انگلیسی: Ambika) (زاده ۲۴ اوت ۱۹۶۲) بازیگر هندی است.
او خواهر رادا است.
او در فیلم زندگی یک توهم است، قلب یخی، لباس خاکی، من هم کارگرم، پسر وفادار، نیزه، آلی آرجونا، نسیم خوشبختی، آن مرد، این مرد و زوج بازی کرده است